# Ефект Крістофілоса
Ефект Кристофілоса (англ. Christofilos effect), також відомий як ефект Аргус (англ. Argus effect), полягає у захопленні електронів із ядерної зброї магнітним полем Землі. Цей ефект вперше передбачив у 1957 році Ніколас Кристофілос, який припустив, що він має оборонний потенціал у ядерній війні. Масова пастка бета-частинок могла б спричинити величезні електричні струми, що руйнують електроніку детонаторів боєголовок, пролітаючих через цю область.
Ідея, що декілька підірваних в атмосфері ядерних боєголовок можуть порушити ворожий напад, була такою привабливою, що низку нових ядерних випробувань було поспішно внесено до розкладу США до вступу мораторію на випробування наприкінці 1958 року. Ці випробування показали, що ефект був значно слабшим, ніж прогнозувалося, і недостатнім для пошкодження боєголовки. Проте, ефект досить сильний, щоб вимикати радарні системи та виводити з ладу супутники.

## Концепт
Серед різних видів енергії, що вивільняється під час ядерного вибуху, є значна кількість бета-частинок, тобто високоенергетичних вільних електронів . В основу вони є продуктами бета-розпадів, яких зазнають продукти ядерного поділу, що відбувається під час вибуху. Вони можуть мати частку у вивільненій енергії до 50%.
Оскільки електрони електрично заряджені, вони індукують електричні струми в навколишніх атомах, проходячи повз них на високій швидкості. Це змушує атоми іонізуватись, а також сповільнювати бета-частинки. У нижніх шарах атмосфери ця реакція настільки потужна, що бета-частинки сповільнюються до теплової швидкості щонайбільше в межах кількох десятків метрів від місця народження. Це цілком відповідає типовій вогняній кулі ядерного вибуху, тому ефект надто малий, щоб його можна було побачити.
На великих висотах набагато менш щільна атмосфера дозволяє електронам вільно подорожувати на великі відстані. Вони мають достатньо енергії, щоб їх не захопив іон, який утворюється під час бета-розпаду, тож теоретично вони можуть існувати нескінченно довго .

## Загальні джерела
- Christofilos, Nicholas (August 1959). The Argus Experiment. Journal of Geophysical Research. 64 (8): 869—875. Bibcode:1959JGR....64..869C. doi:10.1029/JZ064i008p00869.
- Glasstone, Samuel; Dolan, Philip (1977). The Effects of Nuclear Weapons (PDF). Department of Defense.
- Neufeld, Michael (2008). Von Braun: Dreamer of Space, Engineer of War. Vintage Books. ISBN 9780307389374.
- Jacobsen, Annie (2015). The Pentagon's Brain. Little, Brown. ISBN 9780316371650.
- Garvin, Richard; Bethe, Hans (March 1968). Anti-Ballistic-Missile Systems (PDF). Scientific American. 218 (3): 21—31. Bibcode:1968SciAm.218c..21G. doi:10.1038/scientificamerican0368-21. Процитовано 13 грудня 2014.
- Wolverton, Mark (May 2008). Oldies and Oddities: Homebuilt Radiation Belt. Air & Space Magazine.
- Wolverton, Mark (24 листопада 2018). How the World Learned About the Pentagon's Sky-High Nuclear Testing. The Atlantic.